# Parafia Najświętszej Maryi Panny Niepokalanie Poczętej w Górce Klasztornej
Parafia pw. Najświętszej Maryi Panny Niepokalanie Poczętej w Górce Klasztornej – rzymskokatolicka parafia prowadzona przez Misjonarzy Świętej Rodziny.